# حي الوحدة (سيئون)
حي الوحدة هو أحد أحياء مدينة سيئون في محافظة حضرموت اليمنية. يبلغ تعداد سكانه 7711 نسمة حسب التعداد السكاني في اليمن لعام 2004.